# Кайке Роша
Кайке Роша Лима (порт. Kaique Rocha Lima; род. 28 февраля 2001, Табоан-да-Серра, Сан-Паулу) — бразильский футболист, защитник клуба «Атлетико Паранаэнсе».

## Клубная карьера
Роша — воспитанник клубов «Сан-Паулу» и «Сантос». В 2019 году Кайке перешёл в итальянскую «Сампдорию». подписав контракт на 5 лет. 27 октября 2020 года в матче Кубка Италии против «Салернитаны» он дебютировал за основной состав. В 2021 году Роша перешёл в «Интернасьонал» на правах аренды. 22 октября в матче против «Ред Булл Бразил» он дебютировал в бразильской Серии A. 
В начале 2023 года Роша перешёл в «Атлетико Паранаэнсе». подписав контракт на четыре года. 13 марта в матче Лиги Паранаэнсе против «Индепендьенте Сан-Жозе» он дебютировал за новую команду. По итогам сезона Кайке стал победителем Лиги Паранаэнсе. 

## Достижения
Клубные
 «Атлетико Паранаэнсе»
- Победитель Лиги Паранаэнсе — 2023